# Козлик, Ярослав
Ярослав Козлик (чеш. Jaroslav Kozlík, 22 мая 1907, Бистршице-под-Гостинем, Австро-Венгрия — 21 октября 2012, Йиндржихув-Градец, Чехия) — чешский педагог и теоретик образования, участник Сокольского движения, чемпион Чехословакии по волейболу, автор 30 книг и более 300 статей, преимущественно посвящённых теории образования и спортивным организациям. Козлик разработал концепцию физического воспитания для начальных школ, применяемую в Чехии и Словакии. В 2009 году он был удостоен звания почётного гражданина района Прага 4, крупнейшего городского округа Праги. Вплоть до своей смерти Козлик активно участвовал в деятельности организации «Сокол», критикуя её тогдашнюю администрацию за отсутствие влияния на общество и молодёжь.

## Биография
Ярослав Козлик был членом команд, становившихся чемпионами Чехословакии по волейболу в 1929, 1936 и 1939 годах. Кроме того, в качестве капитана команды «Сокол Кромержиж» он десять раз побеждал в чемпионатах по волейболу организации «Сокол» в период с 1926 по 1936 год.
Козлик начал свою преподавательскую карьеру, получив работу учителя в школе для девочек имени Каролины Светлы в Кромержиже в 1926 году. С 1933 по 1945 год он преподавал в экспериментальной начальной школе в Злине, целью этих школ (которых в Чехословакии было три) являлась разработка и применение прогрессивных методов обучения, включая проектное обучение. После Второй мировой войны Козлик перебрался в Прагу, где получил место в Научно-исследовательском институте образования. Там он работал до 1972 года, когда был вынужден уйти в отставку из-за своего открыто выражавшегося несогласия с вторжением сил стран Варшавского договора в Чехословакию в 1968 году. За время своего пребывания в этом институте Козлик успел принять участие в разработке нескольких школьных реформ. Этим он продолжил заниматься и после Бархатной революции 1989 года. Он оказал влияние на концепцию физического воспитания в начальных школах Чехии и Словакии, где была введена обязательная физическая подготовка по плаванию и лыжным гонкам.
Козлик умер естественной смертью 21 октября 2012 года в возрасте 105 лет.